# 伊斯坎
15°59′17″N 90°46′54″W / 15.98806°N 90.78167°W

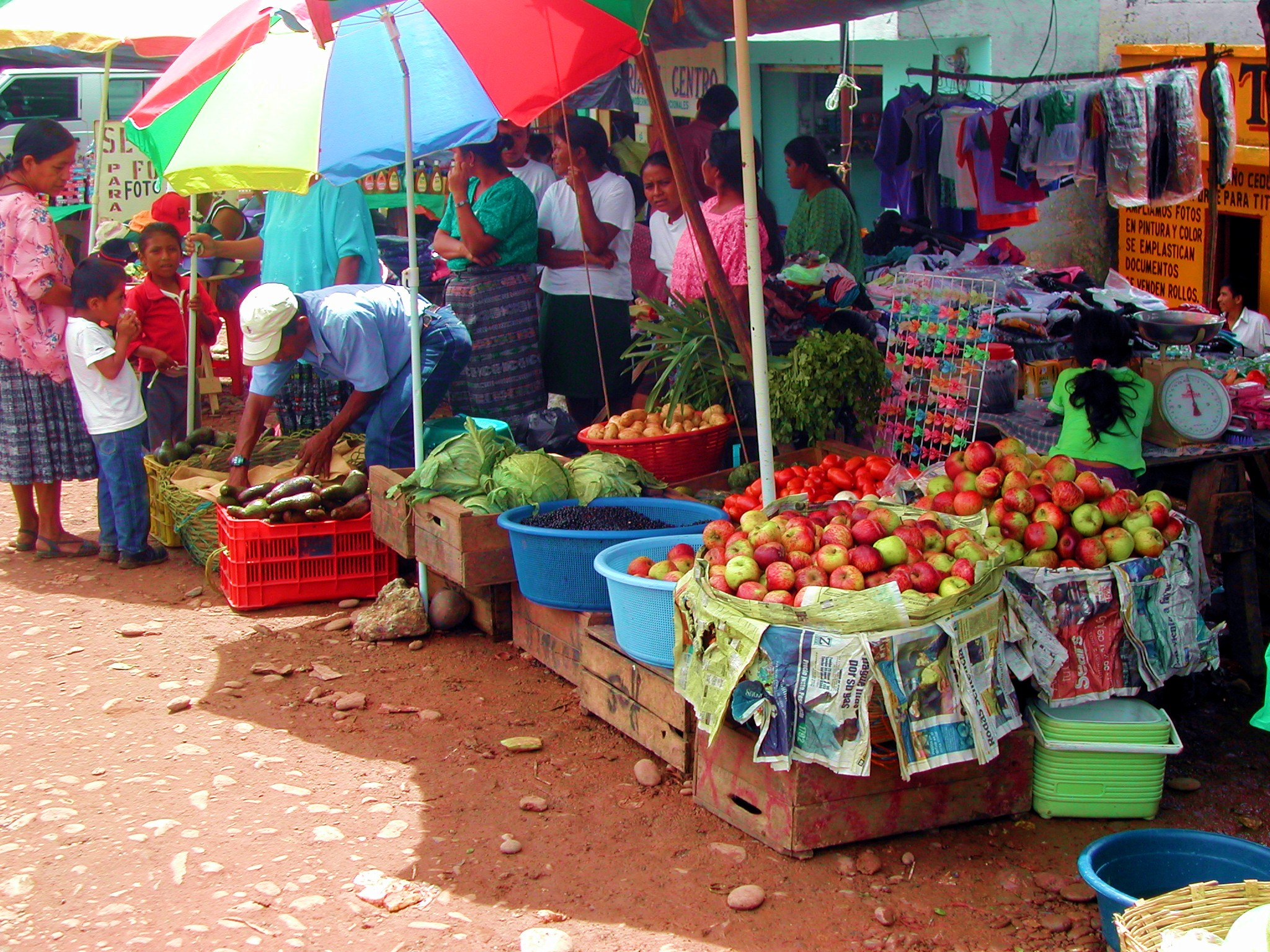

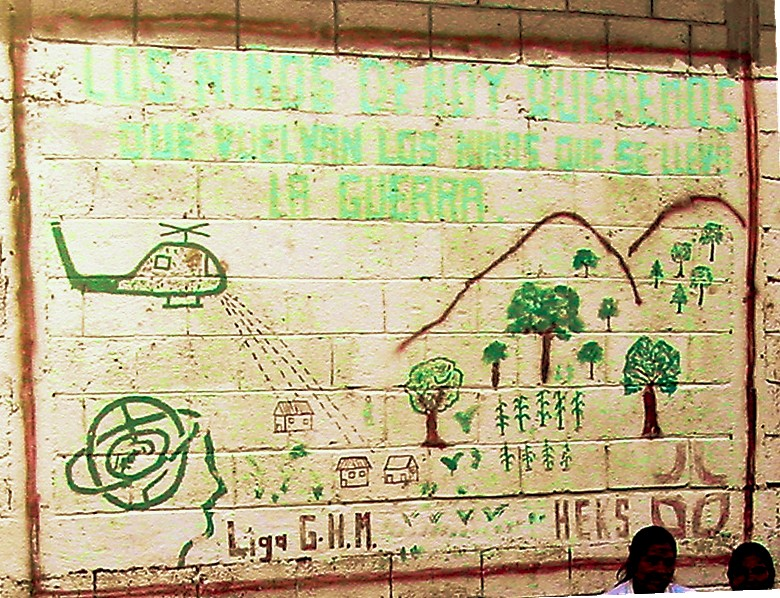

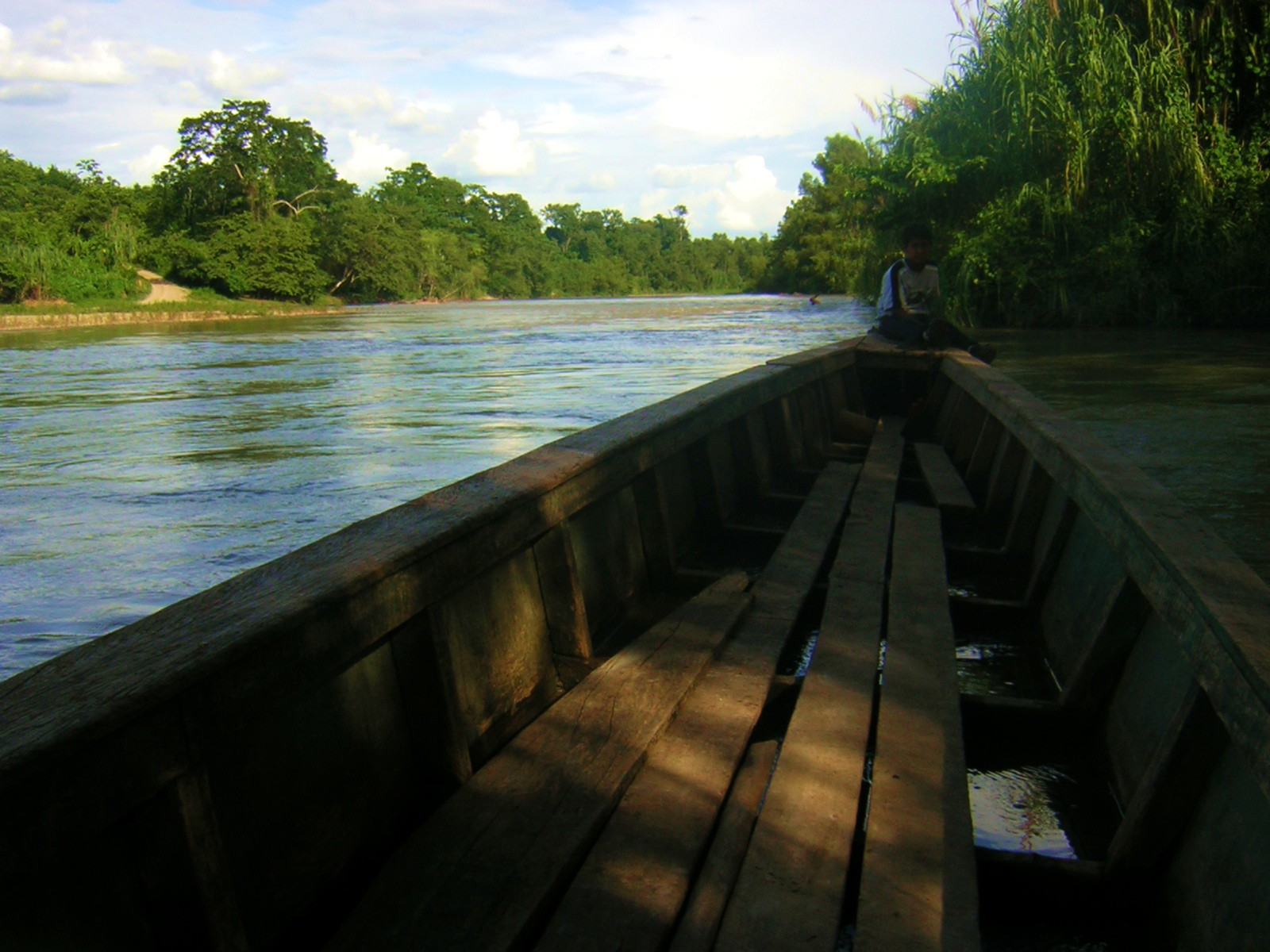

伊斯坎（西班牙語：Ixcán），是危地馬拉的城鎮，位於該國中西部，由基切省負責管轄，始建於1985年，面積1,574平方公里，鎮上建有機場，2002年人口61,448，人口密度每平方公里39人。